# Wiener Neustadt
Wiener Neustadt är en stadskommun i Österrike.   Det ligger i förbundslandet Niederösterreich i den östra delen av landet, 50 km söder om huvudstaden Wien. 
Wiener Neustadt är en stad med egen statut, vilket innebär att den inte ingår i något distrikt. Den är dock huvudort för distriktet Wiener Neustadt-Land som omger staden.
Kommunen har 48 517 invånare (2024).

## Historia
Staden grundades år 1194 av hertig Leopold V av Österrike som finansierade bygget genom den lösesumma som betalades för Rikard I av England, som hållits som gisslan i Dürnstein i Österrike.
Världens näst äldsta krigsakademi (efter Krigsskolen i Norge) är den Theresianiska militärakademin i Wiener Neustadt från 1752.
Under 1800-talet blev staden en industristad, särskilt efter att järnvägen Österreichische Südbahn stod klar 1842. 1909 öppnades ett flygfält norr om staden.

### Fotnoter
1. ↑  ”Gemeindeverzeichnis 2024” (på tyska) (.ods). Statistik Austria. https://www.statistik.at/fileadmin/pages/453/RegGemVz2024.ods. Läst 20 augusti 2024.
2. ↑  ”Bevölkerung zu Jahresbeginn nach administrativen Gebietseinheiten (Bundesländer, NUTS-Regionen, Bezirke, Gemeinden) seit 2002” (på tyska) (.ods). Statistik Austria. https://www.statistik.at/fileadmin/pages/405/Bev_Zeitreihe_Jahresbeginn_Gebietseinheiten_2024.ods. Läst 20 augusti 2024.
3. ↑  Ein Blick auf die Gemeinde Wiener Neustadt <30401>, Statistik Austria. Läst 13 augusti 2017.
4. ↑  ”Ninety Years of Aviation in Austria” (på engelska). Österrikiska filatelisällskapet. http://www.austrianphilately.com/aspern/. Läst 18 juni 2016.